# Cerchi concentrici
In araldica il termine cerchi concentrici indica degli anelli posti l'uno dentro l'altro in numero di due o tre.
Possono simboleggiare i braccialetti portati nel Medioevo. Tali oggetti sono chiamati anche armille, dal nome dei bracciali che nell'esercito romano venivano dati ai soldati più valorosi.
Sono definiti anche circoli.

Di rosso, a tre cerchi concentrici d'argento (stemma di Virieu, Francia)